# Fuertes de Fortín Fútbol Club
El Fuertes de Fortín Fútbol Club fue un equipo de fútbol mexicano que jugó en la Tercera División, fue fundado en agosto de 2019 y tuvo su sede en Fortín de las Flores, Veracruz. En 2021 ganó el campeonato de la categoría, sin embargo, debido a problemas con sus instalaciones el club fue vendido empresarios de Orizaba, quienes utilizaron la franquicia para fundar el Montañeses Fútbol Club.

## Historia
El equipo fue fundado en agosto de 2019 con el objetivo de regresar el fútbol profesional a la localidad del club luego de más de 20 años sin la presencia de un equipo representativo de la ciudad. Ese mismo año el club comenzó a competir en la Tercera División, pero jugando oficialmente con el nombre Club Santos Córdoba, debido a que la directiva del equipo consiguió el préstamo de esa franquicia para contender en la categoría.
En 2020 el club consiguió su propio registro oficial para competir y de esta manera fue reconocido por las autoridades del fútbol mexicano como un nuevo club. Al finalizar la temporada regular 2020-21 el equipo concluyó en segunda posición del grupo II de la Tercera División, por lo que ganó su derecho para competir en la liguilla. En la etapa eliminatoria, el club Fuertes de Fortín superó a los equipos Lechuzas UPGCH, Halcones Negros y Faraones de Texcoco para llegar a las semifinales de zona. En esta penúltima etapa, el equipo derrotó al Aragón F.C. en serie de penales, por lo que el 19 de junio de 2021 consiguió ascender a la Segunda División de México. El 26 de junio el equipo se proclamó campeón de la Zona A (Sur) de la Liga TDP tras derrotar a la escuadra filial del Toluca por marcador global de 2-3.
El 3 de julio de 2021 el equipo se proclamó campeón nacional de la Tercera División luego de derrotar al Club RC-1128 por 6-5 en la tanda de tiros penales, esto tras empatar a cero goles en el tiempo regular.
Tras el ascenso del club, este se vio obligado a afrontar problemas debido a que no cumplía con los requisitos para competir en la Liga Premier de México, por lo que finalmente el equipo fue vendido a empresarios de Orizaba, quienes decidieron trasladar al conjunto a esa ciudad y renombrarlo como Montañeses Fútbol Club para que pudiera competir en una categoría superior, como consecuencia de este acuerdo, el Fuertes de Fortín dejó de existir al no ser inscrito en la siguiente temporada de la Tercera División de México.

## Temporadas
| Temporada | División           | Posición               |
| --------- | ------------------ | ---------------------- |
| 2019/2020 | 5.Tercera División | 8o. Grupo II           |
| 2020/2021 | 5.Tercera División | 2o. Grupo II (Campeón) |

## Palmarés

### Torneos oficiales
| Competición nacional             | Títulos    | Subcampeonatos |
| -------------------------------- | ---------- | -------------- |
| Tercera División de México (1/0) | 2020-2021. |                |